# アニメック
アニメック
- ラポートが倒産するまで経営していたアニメショップ。通販部門のみ運営会社がアクシイズに交替して継続していたが、2007年12月末をもって新規受注を停止した。
- 1978年から1987年にかけて発行されていたアニメ雑誌。ラポート刊。上記アニメショップが誌名の由来。本項で解説する。
- 北海道標津郡中標津町にあるアニメ専門店
- 輸血の際に血液を温める装置

『アニメック』とは、1978年から1987年にかけて発行されていたアニメ雑誌。

## 概要
1978年12月に『MANIFIC（マニフィック）』として創刊、当初は月刊。1号の発行部数は五千部。当時のラポートは出版社ではなく、書店で流通はせず直販だったため殆んど売れず、その在庫は当時の社長室を埋め尽くしたと言われる。また、3号は特集を予定していた作品の版権元からの許可が取れずに発行出来ず、やむを得ず3・4合併号として発行。
5号から隔月刊化。てこ入れとして、書店流通に移行、誌名を『Animec』と改めた。特集には、当時他のアニメ誌で大きく扱われていた『銀河鉄道999』を避け、編集長の趣味で東京ムービー制作の『宝島』を取り上げた。これが早々に完売した事から「趣味を押し出した方が売れる」と判断、6号からは更に編集長の独断と趣味で、当時はほとんど注目されていなかった『機動戦士ガンダム』を誌面の軸に据え始める。監督の富野由悠季らスタッフへのインタビューに加え、日本サンライズから設定資料を借り受け（当時は社外秘扱いではなく、また他誌ではあまり扱われていなかった）、それを活用した記事内容で注目され「評論と設定資料集の『アニメック』」という評価を固める。その策は功を奏し、発行部数も右肩上がりになる。『ガンダム』の放送打ち切りが決定した際にも富野由悠季が直々に提供した情報を元に大々的に特集を組んだ。その反響は予想以上であり、発行部数も10万部を越えたという。
1983年に再び月刊に戻った。しかし、1985年には大判でグラビア構成主体の競合誌として『月刊ニュータイプ』が創刊（初代副編集長は、本誌の副編集長だった井上伸一郎）されたり、その時期から『ガンダム』に代表されるようなティーン層が視聴する性格の作品がテレビアニメから減少した（当時、「アニメ業界冬の時代」という言葉があり、休刊号には「春までお休み」というフレーズが記載されていた）ことなどの環境の変化で、アニメの番組素材よりも評論中心で誌面を支えるコアなアニメ雑誌の成立は困難となっていった。
1987年2月に休刊。休刊時に編集長はラジオ番組で、「（当時の）アニメ誌を出している中で一番小さな会社なんだし、よく今まで持ったものだ」とコメント、そして「春には復刊させたい」としていた。しかし、その年の春が過ぎても復刊は無く、再びコメントを求められた編集長は「季節の『春』ではなく『業界に春が来たら』という意味」と、回答に窮していた。休刊後もアニメック編集部はアンソロジーコミックやムックの編集部として会社倒産まで存在した。編集長はアニメック創刊から編集部がなくなるまで1度も交代せず、小牧雅伸が務めた。

## 特徴
作品や最新情報の紹介よりも評論・批評に特化した誌面を特徴とし、グラビアよりも辛口の批評を中心に据えた文章主体の誌面構成を取っていた。また、創刊時～隔月刊時代は最新情報の速報性を度外視し、実際に放映された物を視聴し、それを記事のベースとするという方針を取った。そのため、アニメ制作者側から提供を受けた設定資料などはふんだんに活用しつつも、それは本編内容の補完のみに留めての扱いとされた。
誌面で扱う作品は、注目に値すると編集者が判断した物のみとし、「評価に値しない番組には沈黙を以て応える」と誌面で明言していた。そのため、例えば関連商品の広告が掲載されていた『宇宙戦士バルディオス』は、劇場版が読者投稿コーナーで一度酷評された以外、記事としては掲載されていない。一方で、素人が作った作品でも注目に値すると判断すれば貴重なカラーページを大幅に割いて紹介していた。アマチュア制作集団のDAICON FILM等がその一例として挙げられる（直後に連載も行われていたため、当時の記事からはガイナックスの主要メンバーの素人・駆け出し時代の様子を窺い知る事ができる）。
また、様々な規定や契約により思い通りに扱えない（誉める事しか出来ず批評を事実上行えず、権利関係などから他出版社の誌面への介入なども招きかねない）漫画原作付きの作品は最小限の紹介程度に限定し、名作物やオリジナルアニメを扱うことを主軸とした。もっとも、『うる星やつら2 ビューティフル・ドリーマー』のように、原作つきであってもメインの特集（1984年4月号）として取り上げた作品は存在する。
『太陽の牙ダグラム』について1982年発行の27号で「特集」を組んだ際に、「ひねくれコンバットアーマー解説」と題した無署名記事で、嘲笑的な内容の文章が掲載された（ガンダムの頭部が壊されたシーンとダグラムのコクピットが破壊されたシーンを重ね、「たかがコクピットを破壊されただけ」とのギャグを文中に入れた等）。この結果として、翌28号の誌面上に副編集長名による謝罪文が掲載される事態になった。
- 問題の記事内容については、『副編集長に見せたら没にされる』と考えた担当記者が、編集部内の誰にもチェックさせないまま独断で入稿を行ってしまった。
- 当該記事の内容を編集部が把握したのは、誌面制作が既に校正に掛かっている段階で、編集部にとっても記事の差し替えなどの対応が間に合わない、もはや手遅れの状況であった。

謝罪文で副編集長は問題の記事が雑誌掲載されてしまった経緯をこの様に説明し、「いずれにしても弁解の余地は無い」と編集部側に責任があることを認めて全面的に謝罪した。
マニアックな特集や評論記事が数多く掲載される一方で、期待される新進クリエイターを積極的に登用し、そのイラストカットや連載の掲載にも力を注いでいた。『月刊OUT』で活躍し始めていたゆうきまさみのカット連載及び『マジカル☆ルシイ』の掲載や、かがみあきらや沖由佳雄など、駆け出しの作家の作品にも活躍の場を提供し、これら人材の発掘の一翼を担ったことはアニメックの功績といえる。24体合体、学校の1クラス全員で巨大ロボットを操る『学活ロボ クラスターHR』（原作：南田躁 カット：さえぐさゆき・他）などもあった。

## 歴史
- 1978年12月 - 月刊誌として創刊。
- 1979年5月 - 第5号発行、隔月刊化。
- 1983年7月号 - 月刊化、号数表記を通巻号数から年・月号表記に改める。
- 1987年2月号 - 休刊。
- 2019年夏 - 1号限りの復刻[1]

## 発行日
発行日は、隔月刊時は奇数月の1日、月刊時は毎月1日。
毎年最初の号は1月1日発行だった。普通であれば年末年始に合わせて前後どちらかに発行日をずらす所だが、アニメックは「1月1日発行」をずらす事はなかった。そのため、初年度には印刷所や取次ぎに多大な迷惑をかけている。また、当時元日は休業としている書店が殆どだったため、読者が本誌を手にするのは、早くて翌日、遅ければ年始休みが明けた後、という場合が多かった。
隔月にもかかわらず編集・発行の遅延もしばしば起き、3日程度は当たり前で、3週間も遅れた号もある。
再月刊化以降は、遅延はほぼ解消された。

## 連載
- 『あにめえる』
  - 読者の投稿コーナー。読者には初掲載の順に、アマチュア無線のコールサインを模した5桁のナンバーが割り振られた。先頭2文字はAJ（アニメック・ジャパン）、3桁目は地域番号で、残り2桁はAA・AB・AC〜となっていた。
- 『みにめえる』
  - 断ち切り部分に掲載されていた読者からの短文投稿。
- 池田憲章著『日本特撮映画史・SFヒーロー列伝』
  - 昭和40年代をメインに、往年の特撮作品を紹介・評論するコーナー。一般に評価の低かった作品も酷評のみで済ませるのではなく、評価できるポイントを積極的に抽出していたため、この連載をきっかけに再評価へとつながった作品も少なからずある。その功績が評価され、1986年の日本SF大会で星雲賞（ノンフィクション部門）を受賞した。
- ゼネラルプロダクツ（岡田斗司夫、武田康廣）『ゼネプロ繁盛記』『ためになるゼネプロ講座』『新ためになるゼネプロ講座』
  - ゼネラルプロダクツ（略称ゼネプロ）が広告の代わりに出稿していたコーナー。「締め切り過ぎてから書き始める」「良く落ちる」ことで知られた。1984年9月号では、「マイペース シオダ クン」が計8本、穴埋めとして掲載されたため、アンケートの項目と目次は『ゼネプロ講座』のまま。漫画でもネタにされているが、印刷所への入稿は締め切り1時間前を切っていた。なお、ゼネプロとは縁の深いDAICON FILMが制作した『愛國戰隊大日本』の内容紹介を「全26話のテレビシリーズ」という架空設定を含めて掲載したのはこのコーナーである。
- 平村文男著『ティールーム』
  - TVアニメ黎明期からのアニメーターによる、アニメ技法の説明や、アニメスタジオの裏話のコーナー。
- 志水一夫著『知ったかぶりコラム・うれしはずかしキミ知ってるかい』『知ったかブリッ子コラム・うれしはずかしキミ知ってるかい』『アニメ世界のキーワード』
  - SF研究家、科学解説者の著書による、現実とアニメの中の設定の常識とのギャップを論じたSF考証論。
- 文/鳴海丈、会川昇、中島紳介など、カット/ゆうきまさみ『スーパーアニメエッセイ・今夜もアニメでよろしくね』
  - 一般のアニメファンに近い目線による、アニメに関するちょっと辛口なコラム。
- 中村一彦『クロスオーバー講座・ナンカアロウ物語』
  - 70年代の中野にあったアニメマニアの集まる喫茶店「ナンカアロウ」での小牧雅伸や仲間たちの活動から始まる、アニメック編集部の内部事情をネタにしたコラム。1984年7月号では編集部の花見、同年9月号ではラポートの社員旅行が取り上げられている。
- 『ザ・プロフェッショナル ANIME MIND』
  - 監督から声優まで、アニメに関わるプロフェッショナルな仕事人へのインタビュー。第1回のゲストは出崎統監督、最終回のゲストは小山茉美。ゲストは完全に編集部の趣味で選ばれているため、その時点でアニメに特に関わっていない人物も登場している。第20号から第28号まで連載。
- 編集部『ザ・ボイス』
  - 声優へのインタビュー。第二次声優ブームを受けて、他誌に追随する形で1984年4月号よりスタート。第1回では川村万梨阿が『聖戦士ダンバイン』のチャム・ファウのコスプレを披露した巻頭のピンナップともリンクした構成を採った。
- 原作/辻真先、作画/かずさひろし『竜の住む国・美夢と真夢』
  - アニメ脚本家原作による漫画。1983年11月号より連載。
- 原案/真尾昇、文/武石鍛『集中連載・エンサイクロペディアofパワードスーツ』
  - モビルスーツの元ネタとして当時アニメファンに注目されていたパワードスーツの原理や構造を、工業製品としてリアルに解説。第20号より。
- 文/星山博之、キャラクターデザイン/出渕裕、セル画/伊藤秀明『地球の朝は今』
  - セル画を挿絵にしたSF小説。第18号より連載、全6回。
- 沖由佳雄『インパクター・ジェミニィ』
  - 吾妻ひでおのアシスタント出身の著者による漫画。
- 板橋しゅうほう『熱中ジアーラ怪物編』
  - 『月刊OUT』に連載された、その当時は未完のSF漫画『ペイルココーン』のキャラを使ったギャグ漫画。第3話でいきなり登場人物がシリアスな演技を始め、そのまま『ペイルココーン第2部』に突入するという暴挙に及び、打ち切りとなった。
- 原案/小牧雅伸、作画/矢野健太郎『プレハブラプソディ』
  - 小牧編集長原案による学園コメディー漫画。1985年10月より連載、全3回。
- 編集部『狸のゴミクション』
  - キャラクターグッズやその贋物、用途不明のグッズを紹介するネタ記事。編集部員のバッグの中身を公開する企画もあった。
- 編集部『チャレンジ3D』
  - 読者から送られてきた自作モデルなど、立体物の紹介コーナー。第17号では当時笹川ひろし事務所のアシスタントだった上北ふたごがフォルモ粘土で作ったSD風のフィギュア類が紹介され、数号にわたって取り上げられた。
- 編集部（安積邦、田中二郎、小牧雅伸）、イラスト/早川浩『アニメ雑学大事典』
  - 初回はプレ連載と称し1984年7月号に掲載、第1回は1984年8月号。『マイコン講座』『水面下のビデオ率』を統合したコーナー。アニメーションに関係したQ&Aがメインだが、マイコン（当時のパソコンの呼称）やスクリーントーン、「ビデオデッキはβとVHS、どちらが生き残るでしょう」といった領域まで、質問の内容はアニメに限らなかった。
- 編集部『チョメチョメコーナー』
  - 新聞のラテ欄から捨て看まで、各印刷媒体（アニメック以外）の誤植を読者から募り、晒すコーナー。元々、テレビ番組雑誌から取材を受けた際に「隔月刊」と言ったのに「カクエツ館出版」と誤って記事掲載され、それに腹を立てて始められた。ネタの殆どはラテ欄での誤植だった。一般紙・スポーツ紙の記事記載内容の誤り指摘も多く、当時の一般マスコミの記者・関係者の、アニメに対する無知を揶揄する結果になっていた。
  - その一方で、アニメック自身にも誤植が多いことから、『誤字多（ごじた）』というゴジラに似た怪獣のデザインの自虐キャラクターが末期に生み出された。
- 編集部『ファンジン最前線・ファンジン・リスト』
  - ファンジン（同人誌）と新刊リストコーナー。送られてきた同人誌全てを紹介することを旨としていた。

## その他
- 当初は1979年の初頭に創刊というスケジュールで話が進んでいた。それが1978年12月の創刊に繰り上げられたのは、「無理してでも年末に1冊出しておけば、2冊目が第2巻第1号通巻第2号になって格好良い」という理由らしい。
- 当時のアニメ雑誌での硬軟両極だったアニメックとみのり書房の『月刊OUT』は、読者層が少なからず共通していた。一時期OUTが便箋を毎号の付録にしていた頃、両誌の編集長が顔を合わせる機会があり、アニメック編集長が「読者が最近、OUTの付録の便箋ばかり使ってくる」と話したところ、それがOUTの読者コーナー『よたろうランド』に掲載された事があった。なお、アニメック編集長の小牧は草創期のOUTにも携わっていた。
- 編集長である小牧雅伸のペンネーム記号は当初は“K”だったが、途中で“（ま）”に変わった。これは、『ファンロード』の編集長と重複したため。編集後記に小牧が記して曰く、「この業界には“K”を名乗る人が多すぎるから」とのこと。
- 『機動戦士ガンダム』の特集は、日本サンライズからの設定資料を借り受け、詳細に掲載した。ガンダムは第19話が一部地域で高校野球中継の影響で放映されなかったが、その際にはアフレコ台本を掲載、設定資料で話の内容を再構成して詳述する、という記事にページを費やした。
- 『機動戦士ガンダム』のモビルスーツなどの型式番号（RX-78等）はTVシリーズ放映当時のアニメックに掲載された独自設定がオリジナルで、劇場版第一作公開に際して公式設定として採用された。
- 隔月刊時代の定価は450円だった。しかし、月刊化の数号前からは「特別定価」と称し徐々に価格が上昇。読者からは「いつまで『特別定価』なんですか？」とツッコミが入った。月刊化してからは一時490円となるも、結局は500円台後半で落ち着いた。
- 第22号の編集後記には「ラポートの倉庫整理を行ったところ、一時『在庫なし』となっていたアニメック12～17号が一部発見されました」とし、バックナンバー・ガイドを復活掲載している。
- 特定のアニメに関して取り上げる「ラポートデラックス」シリーズは本誌の増刊という形でスタートした。なお、その大元となった「機動戦士ガンダム大事典」は前記のシリーズではなく、本誌の第16号として発行されている。
- 誤植が多く、また初歩的なミスも多かった。たとえば21号では読者の本名を誤って掲載したことに対する抗議のハガキを本名つきで掲載している。
- 『週刊ラジオアニメック』（東海ラジオ）、『ラジオアニメック・決定!アニメ最前線』（ニッポン放送）という冠番組を持っていた事がある。
- 隔月刊時代に“㏋”のペンネーム表記で副編集長を務めていた井上伸一郎は、アニメックの編集部員となる以前はラポートの販売部門で砂絵販売のアルバイトをしていた。井上は1983年頃に角川書店へ移籍、アニメ雑誌『月刊ニュータイプ』創刊時の中心メンバーとなった。2010年現在は株式会社角川書店の代表取締役社長を務めている。